# Seznam finskih dirigentov
Seznam finskih dirigentov.

## A
- Lorenz Nikolai Achté
- Olli Ahvenlahti

## B
- Paavo Berglund

## F
- Mikko Frank

## K
- Robert Kajanus

## M
- Leevi Madetoja
- Susanna Mälkki
- Lasse Mårtenson
- Olli Mustonen

## O
- Sakari Oramo

## P
- Jorma Panula
- Selim Palmgren

## R
- Ari Rasilainen
- Ossi Runne

## S
- Jukka-Pekka Saraste
- Leif Segerstam
- Dalia Stasevska
- John Storgårds

## V
- Osmo Vänskä